# Armorial des communes du Lot
- il comporte peu ou pas de sources.
- certaines figures sont encore dans un format bitmap et doivent être vectorisées.
- il reste des blasons à dessiner dans cet armorial.

Cette page donne les armoiries (figures et blasonnements) des communes du Lot. 
- Haut – A
- B
- C
- D
- E
- F
- G
- H
- I
- J
- K
- L
- M
- N
- O
- P
- Q
- R
- S
- T
- U
- V
- W
- X
- Y
- Z

(3 dessin(s) en attente : BMV.)

## A
| Blason de Albas | Blason  | Écartelé : au premier et au quatrième d'azur à la bande d'argent accompagnée de deux fleurs de lis d'or, au deuxième et au troisième d'argent au lion couronné de gueules, les deux lions affrontés. |
| Blason de Albas | Détails | Le statut officiel du blason reste à déterminer. |

| Blason de Alvignac | Blason  | D'azur à la fontaine d'or sommée d'une statue de femme du même, jaillissant d'azur dans un bassin circulaire d'or. |
| Blason de Alvignac | Détails | Le statut officiel du blason reste à déterminer.                                                                   |

| Blason de Arcambal | Blason  | Tiercé en pairle renversé : au 1er de gueules à une croix cléchée, vidée et pommetée de douze pièces d'or, au 2e de sinople à une serpe d'argent emmanchée de sable, au 3e d'argent à trois fasces ondées d'azur. |
| Blason de Arcambal | Détails | Le statut officiel du blason reste à déterminer. |

| Blason de Assier | Blason  | Échiqueté d'azur et d'argent, à la bande d'or brochante. |
| Blason de Assier | Détails | Le statut officiel du blason reste à déterminer.         |

| Blason de Aujols | Blason  | De gueules au lavoir « Papillon » du lieu d'argent, maçonné de sable et surmonté d'une croix cléchée, vidée et pommetée de douze pièces d'or. |
| Blason de Aujols | Détails | Le statut officiel du blason reste à déterminer.                                                                                              |

| Blason de Autoire | Blason  | Vergeté d'argent et de gueules de douze pièces.  |
| Blason de Autoire | Détails | Le statut officiel du blason reste à déterminer. |

Pas d'information pour les communes suivantes : Albiac (Lot), Anglars, Anglars-Juillac, Anglars-Nozac, Les Arques, Aynac.
- Haut – A
- B
- C
- D
- E
- F
- G
- H
- I
- J
- K
- L
- M
- N
- O
- P
- Q
- R
- S
- T
- U
- V
- W
- X
- Y
- Z

## B
| Blason de Baladou | Blason  | De gueules au chevron accompagné en chef de deux croix cléchées, vidées et pommetées de douze pièces, et en pointe d'une lyre, tous d'or. |
| Blason de Baladou | Détails | Le statut officiel du blason reste à déterminer.                                                                                          |

| Blason de Béduer | Blason  | D'or aux trois fasces d'azur, au franc-canton d'argent, chargé d'un château de trois tours de gueules.                                                                |
| Blason de Béduer | Détails | Conflit héraldique : le dessin présente le château ouvert et ajouré de sable, ce que ne précise pas le blasonnement. Le statut officiel du blason reste à déterminer. |

| Blason à dessiner | Blason  | Un château ouvert, sommé de trois tours donjonnées, adextré d'une crosse, senestré d'une fleur de lis, la tour du milieu, plus élevée, accostée de deux étoiles à huit rais. DeviseConsulum castri de belaico |
| Blason à dessiner | Détails | Le statut officiel du blason reste à déterminer. |

| Blason de Belmont-Bretenoux | Blason  | Écartelé: au premier de gueules à la croix de Malte sur une vergette, mouvante de la pointe, d'or , au deuxième d'azur au clocher du lieu d'or, ajouré de sable, ombré et essoré de gueules, au troisième d'azur à trois collines de gueules rangées en fasce et mouvant de la pointe, au quatrième de gueules à la croix latine tréflée d'or mouvant de la pointe ; sur le tout, bandé de gueules et d'or de huit pièces. |
| Blason de Belmont-Bretenoux | Détails | * Il y a là non-respect de la règle de contrariété des couleurs : ces armes sont fautives (gueules sur azur). Le statut officiel du blason reste à déterminer. |

| Blason de Bétaille | Blason  | D’argent au lion de sable couronné, armé et lampassé de gueules. |
| Blason de Bétaille | Détails | Le statut officiel du blason reste à déterminer.                 |

| Blason de Biars-sur-Cère | Blason  | Écartelé: au premier et au quatrième d'argent à la manufacture à deux cheminées de sable, au deuxième d'azur à la voie ferrée (rail) d'argent posée en fasce, au troisième d'azur à la fasce ondée d'argent, le tout enfermé dans une bordure de gueules chargée de huit besants d'or; sur le tout, coticé d'or et de gueules. |
| Blason de Biars-sur-Cère | Détails | Le statut officiel du blason reste à déterminer. |

| Blason de Blars | Blason  | Tiercé en pairle: au premier de gueules à la croix cléchée, vidée et pommetée de douze pièces d'or, au deuxième de sinople à saint Laurent d'or, au troisième d'or à la volute de crosse de gueules. |
| Blason de Blars | Détails | Le statut officiel du blason reste à déterminer. |

| Blason de Boissières | Blason  | D'azur à la bande d'or chargée d'un rameau de buis au naturel, accompagnée en chef d'un château de trois tours couvertes et pavillonnées d'argent et en pointe d'une croix cléchée et pommetée de douze pièces d'or, remplie de gueules; le tout enfermé dans une bordure réduite du même. |
| Blason de Boissières | Détails | Le statut officiel du blason reste à déterminer. |

| Blason de Boulvé (Le) | Blason  | Deux écus accolés:(1) D’azur à la bande d’or.(2) D’azur à trois bandes cousues de sinople.                                                                     |
| Blason de Boulvé (Le) | Détails | * Il y a là non-respect de la règle de contrariété des couleurs : ces armes sont fautives (sinople sur azur). Le statut officiel du blason reste à déterminer. |

| Blason de Boussac | Blason  | Coupé mi-parti en chef: au 1 d'azur à lun agneau pascal d'argent, la tête contournée, tenant une croix haute d'or à la bannière d'argent chargée d'une croisette de gueules, au 2 de gueules à la croix cléchée, vidée et pommetée de douze pièces d'or, au 3 de sinopleà un pont droit de trois arches d'or, maçonné de sable, mouvant du coupé et posé sur une mer ondée d'azur. |
| Blason de Boussac | Détails | Créé par JF Binon. Site Internet de la commune, 2023. |

| Blason de Bretenoux | Blason  | D'or au château de trois tours crénelées de gueules, celle du milieu plus élevée, ouvert du champ, les trois tours surmontées de trois fleurs de lis d'azur. |
| Blason de Bretenoux | Détails | Le statut officiel du blason reste à déterminer. |

Pas d'information pour les communes suivantes : Bach (Lot), Bagat-en-Quercy, Bagnac-sur-Célé, Bannes (Lot), Beaumat, Beauregard (Lot), Belfort-du-Quercy, Belmont-Sainte-Foi, Belmontet, Berganty, Bessonies, Bio (Lot), Le Bourg, Le Bouyssou, Bouziès, Brengues
- Haut – A
- B
- C
- D
- E
- F
- G
- H
- I
- J
- K
- L
- M
- N
- O
- P
- Q
- R
- S
- T
- U
- V
- W
- X
- Y
- Z

## C
| Blason de Cahors | Blason  | De gueules, au pont d’argent maçonné de sable posé sur des ondes aussi d’argent, chargé de cinq tours couvertes du même maçonnées et ajourées de sable, sommées de cinq fleurs de lis d’or rangées en chef. |
| Blason de Cahors | Détails | Le statut officiel du blason reste à déterminer. |

| Blason de Cahus | Blason  | Tiercé en pairle renversé: au 1 d'azur à un hibou contourné d'argent, au 2 d'or à un crosseron de sable, au 3 de gueules à la croix cléchée, vidée et pommetée de douze pièces d'or. |
| Blason de Cahus | Détails | Créé par JF Binon. Sur documents Commune, 2019 |

| Blason de Caillac | Blason  | Écartelé: au premier d'or à trois fasces de gueules, au deuxième d'or à deux lions léopardés de gueules l'un sur l'autre et à la bordure de sinople chargée de huit besants d'argent, au troisième d'or à trois pals de gueules, au quatrième contre-écartelé aux I et IV d'azur au loup ravissant d'or, aux II et III d'or au tourteau de gueules; sur le tout, d'azur à trois rocs d'échiquier d'or. |
| Blason de Caillac | Détails | Le statut officiel du blason reste à déterminer. |

| Blason de Cajarc | Blason  | D'azur au château d'or donjonné de deux tours du même, ouvert du champ, les donjons sommés chacun d'une croisette de sable, accosté de deux alérions d'argent. |
| Blason de Cajarc | Détails | Le statut officiel du blason reste à déterminer. |

| Blason de Calvignac | Blason  | Écartelé : au premier et au quatrième d'or à trois bandes de gueules, au deuxième et au troisième à cinq points d'argent équipolés à quatre de gueules. |
| Blason de Calvignac | Détails | Le statut officiel du blason reste à déterminer. |

| Blason de Camboulit | Blason  | De sable à la tour d'argent ouverte du champ ; à la bordure crénelée d'or. |
| Blason de Camboulit | Détails | Adopté par la municipalité.                                                |

| Blason de Camburat | Blason  | Coupé : au 1er d'azur à un phénix couronné d'or sur son immortalité de gueules, au 2d de sinople à une brebis passante d'argent colletée, clarinée et onglée de pourpre. |
| Blason de Camburat | Détails | Création Michel Degand, adoptée en 2020. |

| Blason de Caniac-du-Causse | Blason  | Écartelé: aux 1er et 4e d’azur semé de flanchis d’or, au lion d’or armé, lampassé et couronné de gueules, brochant, aux 2e et 3e d’or à la bande de gueules; sur le tout, un écu en bannière parti d’argent et de gueules. |
| Blason de Caniac-du-Causse | Détails | Le statut officiel du blason reste à déterminer. |

| Blason de Capdenac | Blason  | De gueules au château donjonné de trois tours d'or ouvert, ajouré et maçonné de sable, la tour du milieu plus élevée et les tours des flancs couvertes d'argent. |
| Blason de Capdenac | Détails | Le chateau est blanc sur le bulletin municipale Le statut officiel du blason reste à déterminer.                                                                 |

| Blason de Carennac | Blason  | Échiqueté d'or et d'azur de six tires, au franc-quartier de sable. |
| Blason de Carennac | Détails | Le statut officiel du blason reste à déterminer.                   |

| Blason de Cassagnes | Blason  | Taillé : au 1 de sinople à un chêne d'or, au 2e d'or à une branche de châtaignier de sinople fruitée de deux pièces de sable, posée en barre ; à une épée basse d'argent posée en barre brochant sur la partition. |
| Blason de Cassagnes | Détails | Créé par JF Binon. Site Internet de la commune, 2025. |

| Blason de Castelnau-Montratier | Blason  | De sable au château de trois tours d'argent, celle du milieu plus élevée, maçonné, coulissé et ajouré du champ |
| Blason de Castelnau-Montratier | Détails | Le statut officiel du blason reste à déterminer.                                                               |
| Blason de Castelnau-Montratier | Alias   | De sable, à la porte d'argent surmontée de trois tours du même.                                                |

| Blason de Catus | Blason  | Écartelé : au premier d'azur au lion léopardé d'argent, accompagné de trois étoiles du même rangées en chef, au deuxième de gueules à la croix tréflée d'or, au troisième d'azur à la bande d'or accompagnée de six flanchis du même, trois en chef 2 et 1, trois en pointe mal ordonnées, au quatrième d'argent à trois merlettes de sable. |
| Blason de Catus | Détails | Le statut officiel du blason reste à déterminer. |

| Blason de Cavagnac | Blason  | Écartelé: aux premier et quatrième de gueules au lévrier courant d'argent, aux deuxième et troisième d'or au cor de gueules, le pavillon à dextre. |
| Blason de Cavagnac | Détails | Le statut officiel du blason reste à déterminer.                                                                                                   |

| Blason de Cazals | Blason  | D'azur à deux pals de vair                       |
| Blason de Cazals | Détails | Le statut officiel du blason reste à déterminer. |

| Blason de Cazillac | Blason  | D'or à deux lions de gueules rangés en fasce ; à la bordure de sinople chargée de douze besants d'argent. |
| Blason de Cazillac | Détails | Adopté par la municipalité.                                                                               |

| Blason de Cézac | Blason  | Tiercé en pairle renversé : au 1er d'azur à une tête de cheval gai coupé d'argent, au 2e d'or à trois chaînes de deux maillons et demi de sable, tronquées en pointe, posées en pal, au 3e de gueules à une ancre d'or. |
| Blason de Cézac | Détails | Création Jean-François Binon, adoptée par la commune. |

| Blason de Concots | Blason  | D'argent au dais de gueules surmonté de quatre panaches du même |
| Blason de Concots | Détails | Le statut officiel du blason reste à déterminer.                |

| Blason de Cornac | Blason  | De gueules à l'étoile d'or, accompagnée de trois cornets d'argent.          |
| Blason de Cornac | Détails | Armes parlantes. (cornets) Le statut officiel du blason reste à déterminer. |

| Blason de Cours | Blason  | Parti: au premier de sable au lion d’argent, au deuxième de sinople au pampre feuillé, vrillé du champ et fruité de deux pièces de gueules; le tout sommé d’un chef d’azur chargé de cinq étoiles d’or posées 3 et 2. |
| Blason de Cours | Détails | * Il y a là non-respect de la règle de contrariété des couleurs : ces armes sont fautives. Le statut officiel du blason reste à déterminer.                                                                           |

| Blason de Couzou | Blason  | Écartelé : au premier taillé au I d’or à trois tourteaux de sable mis en orle, et au II d’azur au mouton d’argent sur une terrasse herbée de sinople, aux deuxième et troisième d’argent au lion de gueules, au quatrième taillé au I d’or à trois tourteaux de sable mis en orle et au II d’azur à la bergerie d’argent maçonnée de sable sur une terrasse herbée de sinople ; le tout sur une terrasse d’or. |
| Blason de Couzou | Détails | * Il y a là non-respect de la règle de contrariété des couleurs : ces armes sont fautives (sinople sur azur). Le statut officiel du blason reste à déterminer. |

| Blason de Cras | Blason  | D'argent à la bande coticée d'azur, accompagnée en chef d'une tour de sable, ouverte du champ, maçonnée d'or, et en pointe d’une croix templière de gueules chargée d'un besant d'or, cerclé de gueules, sur lequel broche une croix de Malte du même. |
| Blason de Cras | Détails | Le statut officiel du blason reste à déterminer. |

| Blason de Cressensac-Sarrazac | Blason  | Deux écus accolés : 1. Burelé d'argent et de sinople, les burelles d'argent chargées d'une étoile de gueules ; au chef coticé d'or et de gueules de douze pièces (qui est de Cressensac). 2. Parti : au 1er de gueules à un lion contourné d'argent, au 2d d'or à un lion de sable (qui est de Sarrazac). |
| Blason de Cressensac-Sarrazac | Détails | Le statut officiel du blason reste à déterminer. |

| Blason de Creysse | Blason  | De gueules à trois cors de chasse d'argent enguichés et virolés d'or, rangés en pal. |
| Blason de Creysse | Détails | Le statut officiel du blason reste à déterminer.                                     |

| Blason de Cuzance | Blason  | D'azur à la fasce d'or chargée d'une truffe au naturel et accompagnée, en chef de trois besants d'or et en pointe d'un chêne du même. |
| Blason de Cuzance | Détails | Le statut officiel du blason reste à déterminer.                                                                                      |

Pas d'information pour les communes suivantes : Cabrerets, Cadrieu, Calamane, Calès (Lot), Calviac, Cambayrac, Cambes (Lot), Carayac, Cardaillac, Carlucet, Carnac-Rouffiac,  Castelfranc, Cénevières, Cieurac, Comiac, Concorès, Condat (Lot), Corn, Crayssac, Crégols, Cremps, Cuzac

- Haut – A
- B
- C
- D
- E
- F
- G
- H
- I
- J
- K
- L
- M
- N
- O
- P
- Q
- R
- S
- T
- U
- V
- W
- X
- Y
- Z

## D
| Blason de Duravel | Blason  | De gueules à la couronne fermée d'or, au chef cousu d'azur chargé de trois fleurs de lys aussi d'or. |
| Blason de Duravel | Détails | Le statut officiel du blason reste à déterminer.                                                     |

Pas d'information pour les communes suivantes : Dégagnac, Douelle, Durbans

- Haut – A
- B
- C
- D
- E
- F
- G
- H
- I
- J
- K
- L
- M
- N
- O
- P
- Q
- R
- S
- T
- U
- V
- W
- X
- Y
- Z

## E
| Blason de Esclauzels | Blason  | De sinople à deux bandes ondées abaissées d'argent accompagnées en chef à senestre d'un chêne du même, à une caselle d'or, ouverte de sable, brochant en pointe ; au franc-quartier de gueules chargé de deux clés d'or passées en sautoir, les anneaux liés par une chaîne du même. |
| Blason de Esclauzels | Détails | Le statut officiel du blason reste à déterminer. |

Pas d'information pour les communes suivantes : Escamps (Lot), Espagnac-Sainte-Eulalie, Espédaillac, Espère, Espeyroux, Estal

## F
| Blason de Faycelles | Blason  | De gueules au château d'or, ouvert et ajouré de sable, posé sur trois coupeaux d'or rangés en fasce et mouvant d'ondes d'argent; au chef d'azur à la croix d'argent. |
| Blason de Faycelles | Détails | * Il y a là non-respect de la règle de contrariété des couleurs : ces armes sont fautives (azur sur gueules). Le statut officiel du blason reste à déterminer.       |

| Blason de Figeac | Blason  | D'azur à la croix d'argent.                      |
| Blason de Figeac | Détails | Le statut officiel du blason reste à déterminer. |

| Blason de Floressas | Blason  | Parti : au 1er burelé d'or et de gueules, à une grappe de raisin de sable tigée et feuillée au naturel brochante, au 2d d'azur à deux chiens braques passants d'argent l'un sur l'autre. |
| Blason de Floressas | Détails | Le statut officiel du blason reste à déterminer. |

| Blason de Fons | Blason  | De sable au four d'argent, de la bouche duquel sortent des flammes de gueules. |
| Blason de Fons | Détails | Le statut officiel du blason reste à déterminer.                               |

| Blason de Fontanes | Blason  | Parti: au premier de sinople à trois feuilles de chêne empoignées d'or, au deuxième d'argent à onze burelles ondées d'azur. |
| Blason de Fontanes | Détails | Le statut officiel du blason reste à déterminer.                                                                            |

| Blason de Francoulès | Blason  | D'argent à la fasce de gueules.                  |
| Blason de Francoulès | Détails | Le statut officiel du blason reste à déterminer. |

| Blason de Frayssinet-le-Gélat | Blason  | De gueules au sautoir d’argent chargé de neuf mouchetures d’hermine de sable à plomb. |
| Blason de Frayssinet-le-Gélat | Détails | Le statut officiel du blason reste à déterminer.                                      |

Pas d'information pour les communes suivantes : Fajoles, Fargues (Lot), Felzins, Flaugnac, Flaujac-Gare, Flaujac-Poujols, Floirac (Lot), Fontanes-du-Causse, Fourmagnac, Frayssinet (Lot), Frayssinhes, Frontenac (Lot)

- Haut – A
- B
- C
- D
- E
- F
- G
- H
- I
- J
- K
- L
- M
- N
- O
- P
- Q
- R
- S
- T
- U
- V
- W
- X
- Y
- Z

## G
| Blason de Gignac | Blason  | Tiercé en pairle abaissé de sinople, d’or et de tenné; au filet en pairle d'argent brochant sur la partition et au village du même essoré de sable brochant sur le tout. |
| Blason de Gignac | Détails | Le statut officiel du blason reste à déterminer. |

| Blason de Ginouillac | Blason  | Écartelé en sautoir: au 1er de gueules à la croix cléchée, vidée et pommetée de douze pièces d'or, aux 2e et 3e d'azur à l'étoile d'or, au 4e de gueules à la feuille de chêne d'or. |
| Blason de Ginouillac | Détails | Le statut officiel du blason reste à déterminer. |

| Blason de Glanes | Blason  | De gueules à l'église du lieu d'or, essorée d'argent, posée sur une terrasse abaissée à senestre de sinople, à la grappe de raisin de pourpre feuillée et pamprée de sinople brochant sur le tout. |
| Blason de Glanes | Détails | * Il y a là non-respect de la règle de contrariété des couleurs : ces armes sont fautives (sinople sur gueules). Le statut officiel du blason reste à déterminer.                                  |

| Blason de Gourdon | Blason  | Le blasonnement en est : « De gueules, à cinq gourdes d'or posées en sautoir. » |
| Blason de Gourdon | Détails | Armes parlantes. Le statut officiel du blason reste à déterminer. |
| Blason de Gourdon | Alias   | D'azur au château de trois tours d'argent, maçonné de sable, sur un rocher de sept coupeaux de sinople, accompagné à dextre du chef d'une étoile d'or. * Il y a là non-respect de la règle de contrariété des couleurs : ces armes sont fautives. |

| Blason de Gramat | Blason  | Écartelé: au premier et au quatrième d'azur au château de trois tours crénelées d'or; au deuxième et au troisième de gueules au lion d'or.                      |
| Blason de Gramat | Détails | Le statut officiel du blason reste à déterminer. |
| Blason de Gramat | Alias   | Écartelé : au premier et au quatrième de gueules au château de trois tours d'or maçonné de sable, au deuxième et au troisième d'argent au lion couronné d'azur. |
| Blason de Gramat | Alias   | D'azur, à une bande d'or. |

| Blason de Gréalou | Blason  | De sinople au chêne d'or accompagné en chef de deux coquilles du même et au loup de sable brochant sur le fût de l'arbre; au chef cousu de gueules au dolmen du lieu [de Pech Laglaire] terrassé d'argent. |
| Blason de Gréalou | Détails | * Il y a là non-respect de la règle de contrariété des couleurs : ces armes sont fautives (gueules sur sinople). Armes parlantes. (loup) Le statut officiel du blason reste à déterminer.                  |

| Blason de Grézels | Blason  | De gueules au chevron d'or chargé d'un soleil du champ, accompagné en chef de deux roses d'argent et en pointe d'une branche d'or posée en pal et mouvant de la pointe. |
| Blason de Grézels | Détails | Présent sur le site Internet de la commune. |

Pas d'information pour les communes suivantes : Gagnac-sur-Cère, Gigouzac, Gindou, Gintrac, Girac, Gorses, Goujounac, Grézels.
- Haut – A
- B
- C
- D
- E
- F
- G
- H
- I
- J
- K
- L
- M
- N
- O
- P
- Q
- R
- S
- T
- U
- V
- W
- X
- Y
- Z

## I
| Blason de Issendolus | Blason  | Écartelé : aux 1er et 4e de sable à la croix engrêlée alésée d'or, aux 2e et 3e d'azur à un lion couronné d'argent. |
| Blason de Issendolus | Détails | Le statut officiel du blason reste à déterminer.                                                                    |

| Blason de Issepts | Blason  | Tiercé en pairle : au 1er de gueules à une croix cléchée, vidée et pommetée de douze pièces d'or, au 2e de sinople à une aigle essorante d'or, au 3e d'argent à un gril de sable. |
| Blason de Issepts | Détails | Adopté le 24 février 2022. |

## J
Pas d'information pour les communes suivantes : Les Junies

## L
| Blason de Labastide-Marnhac | Blason  | D'azur à la bande d'argent accostée de deux cotices d'or, à la bordure cousue de gueules chargée de huit rocs d'échiquier aussi d'argent.                                                                  |
| Blason de Labastide-Marnhac | Détails | * Ces armes emploient le terme « cousu » dans le seul but de contrevenir à la règle de contrariété des couleurs : elles sont fautives : gueules sur azur. Le statut officiel du blason reste à déterminer. |

| Blason de Labastide-Murat | Blason  | Coupé : au premier d'azur à l’aigle impériale napoléonienne d’or, au second parti, au I d’or au cheval cabré de sable et au II d’or au trinacria sicilien au naturel |
| Blason de Labastide-Murat | Détails | Le statut officiel du blason reste à déterminer. |

| Blason de Lacapelle-Marival | Blason  | De gueules à la chapelle d'argent.                                           |
| Blason de Lacapelle-Marival | Détails | Armes parlantes. (chapelle) Le statut officiel du blason reste à déterminer. |

| Blason de Lalbenque | Blason  | De gueules au château donjonné de deux tours d'argent, ajouré du champ, maçonné de sable, la porte surmontée, entre les deux tours, d'un besant d'or chargé d'une croix vidée, cléchée et pommetée de gueules de douze pièces. |
| Blason de Lalbenque | Détails | Le statut officiel du blason reste à déterminer. |

| Blason de Larnagol | Blason  | Écartelé: aux 1er et 4e d'or à trois bandes de gueules, aux 2e et 3e cinq points d'argent équipolés à quatre points de gueules. |
| Blason de Larnagol | Détails | Le statut officiel du blason reste à déterminer.                                                                                |

| Blason de Latronquière | Blason  | De gueules à la croix de Malte d'argent.                                                       |
| Blason de Latronquière | Détails | Le statut officiel du blason reste à déterminer.                                               |
| Blason de Latronquière | Alias   | Parti d'argent et de gueules, à la croix pattée alésée de l'un en l'autre                      |
| Blason de Latronquière | Alias   | D'argent à la croix de Malte de sinople surmontée d'une couronne murale de trois tours du même |

| Blason de Lauzès | Blason  | D'azur à la masse d'armes d'argent posée en barre; au chef parti d'argent et de gueules. |
| Blason de Lauzès | Détails | Le statut officiel du blason reste à déterminer.                                         |

| Blason de Lentillac-du-Causse | Blason  | Parti: au 1er de sinople au dolmen du lieu dit "La Pierre Levée" d'argent, au 2e d'or à trois gerbes de blé de gueules; au chef voûté de sable chargé d'une représentation de la Voie Lactée d'azur posée en barre et chargé d'étoiles à quatre rais d'argent brochant en nombre. |
| Blason de Lentillac-du-Causse | Détails | * Il y a là non-respect de la règle de contrariété des couleurs : ces armes sont fautives (azur sur sable). Le statut officiel du blason reste à déterminer. |

| Blason à dessiner | Blason  | Une croix enfermée dans un anneau, ce dernier accolé de deux bâtons pommetés passés en sautoir et mouvant de la pointe, le tout surmonté d'une étoile et accompagné de quatre coquilles. |
| Blason à dessiner | Détails | Le statut officiel du blason reste à déterminer. |

| Blason de Limogne-en-Quercy | Blason  | Parti: au 1er coupé au I d'azur à trois étoiles d'or rangées en pal, au II d'or à trois bandes de gueules, au 2e d'azur à la tour d'argent, maçonnée de sable, au chef cousu de gueules chargé de trois casques d'or. |
| Blason de Limogne-en-Quercy | Détails | * Ces armes emploient le terme « cousu » dans le seul but de contrevenir à la règle de contrariété des couleurs : elles sont fautives : gueules sur azur. Le statut officiel du blason reste à déterminer.            |

| Blason de Livernon | Blason  | Coupé : parti d'azur à trois étoiles d'or rangées en pal et d'or à trois bandes de gueules ; et d'or à deux lions léopardés de gueules l'un au-dessus de l'autre, à la bordure de sinople chargée de huit besants d'argent. |
| Blason de Livernon | Détails | Le haut de l'écu est aux armes de la famille Ricard de Genouillac, et le bas à celles de la famille de Cazillac. Adopté en 1956.                                                                                            |

| Blason de Loupiac | Blason  | D'or au chevron de gueules accompagné, en chef, de deux oiseaux affrontés du même, allumés d'argent, le bec taché du même, et membrés de tenné et, en pointe, d'une tête de loup arrachée de sable, dentée d'argent et lampassée de gueules. |
| Blason de Loupiac | Détails | Armes parlantes. Le statut officiel du blason reste à déterminer. |

| Blason de Luzech | Blason  | Écartelé : aux 1 et 4 d'argent au griffon d'azur, armé et lampassé de gueules, aux 2 et 3 d'azur au croissant d'argent. |
| Blason de Luzech | Détails | Le statut officiel du blason reste à déterminer.                                                                        |

Pas d'information pour les communes suivantes : Labastide-du-Haut-Mont, Labastide-du-Vert , Labathude, Laburgade, Lacam-d'Ourcet, Lacapelle-Cabanac, Lacave (Lot), Lachapelle-Auzac, Ladirat, Lagardelle, Lamagdelaine, Lamativie, Lamothe-Cassel, Lamothe-Fénelon, Lanzac, Laramière, Laroque-des-Arcs, Larroque-Toirac, Lascabanes, Latouille-Lentillac, Lauresses, Laval-de-Cère, Lavercantière, Lavergne (Lot), Le Bastit, Lebreil, Lentillac-Saint-Blaise, Léobard, Leyme, Lherm (Lot), Linac, Lissac-et-Mouret, Loubressac, Lugagnac, Lunan, Lunegarde

- Haut – A
- B
- C
- D
- E
- F
- G
- H
- I
- J
- K
- L
- M
- N
- O
- P
- Q
- R
- S
- T
- U
- V
- W
- X
- Y
- Z

## M
| Blason de Marcilhac-sur-Célé | Blason  | D'azur au marteau d'armes d'argent.              |
| Blason de Marcilhac-sur-Célé | Détails | Le statut officiel du blason reste à déterminer. |

| Blason de Martel | Blason  | De gueules à trois marteaux d'or, les deux du chef contournés.    |
| Blason de Martel | Détails | Armes parlantes. Le statut officiel du blason reste à déterminer. |

| Blason à dessiner | Blason  | Écartelé: au 1er d'argent à l'arbre de sinople fruité d'or, au 2e de gueules à deux chèvres d'argent accornées de sable, l'un au-dessus de l'autre, au 3e de gueules au lion d'argent accompagné de douze besants d'argent ordonnés en orle, au 4e fascé d'or et de sable et au chef d'hermine. |
| Blason à dessiner | Détails | Le statut officiel du blason reste à déterminer. |

| Blason de Montat (Le) | Blason  | Écartelé: au 1er de gueules à la croix cléchée, vidée et pommetée de douze pièces d’or, au 2e d’or à la gariotte [ou caselle: construction en pierres sèches] d’argent, ouverte de gueules et accompagnée en chef dextre d’un arbre d’argent, au 3e d’or à l’église du lieu d’argent essorée de gueules, au 4e de gueules au lion d’or; à la fasce d’or chargée de l’inscription «Le Montat» en lettresl gothiques de sable, brochant sur le coupé. |
| Blason de Montat (Le) | Détails | * Il y a là non-respect de la règle de contrariété des couleurs : ces armes sont fautives (argent sur or). Conflit héraldique : le blasonnement omet de dire que la gariotte et l'église sont maçonnées de sable. Le statut officiel du blason reste à déterminer. |

| Blason de Montcabrier | Blason  | De gueules au bouc bondissant par-dessus un chêne sommant une montagne mouvant de la pointe, le tout d'argent; au chef cousu d'azur chargé de trois fleurs de lis d'or. |
| Blason de Montcabrier | Détails | Armes parlantes. Le statut officiel du blason reste à déterminer. |

| Blason de Montcuq | Blason  | D'azur aux trois tours d'argent maçonnées de sable, posées sur un mont de gueules mouvant de la pointe, au chef cousu parti aussi d'azur chargé d'une fleur de lys d'or et aussi de gueules chargé d'une croisette cléchée, vidée et pommetée de douze pièces aussi d'or. |
| Blason de Montcuq | Détails | * Il y a là non-respect de la règle de contrariété des couleurs : ces armes sont fautives (gueules sur azur). Le statut officiel du blason reste à déterminer. |

| Blason de Montfaucon | Blason  | D'azur au faucon d'argent posé sur un rocher d'or mouvant de la pointe; au chef cousu de gueules chargé, à dextre de la Croix de Guerre d'or, et, à senestre, de cinq étoiles d'or ordonnées en sautoir. |
| Blason de Montfaucon | Détails | * Il y a là non-respect de la règle de contrariété des couleurs : ces armes sont fautives (gueules sur azur). Armes parlantes. (mont + faucon) Le statut officiel du blason reste à déterminer.          |
| Blason de Montfaucon | Alias   | De sinople aux trois fleurs de lys d'argent mal ordonnées. |

Pas d'information pour les communes suivantes : Marminiac, Masclat, Mauroux (Lot), Maxou, Mayrac, Mayrinhac-Lentour, Mechmont, Mercuès, Meyronne, Miers, Molières (Lot), Montamel, Montbrun (Lot), Montcléra, Montdoumerc, Montet-et-Bouxal, Montgesty, Montlauzun, Montredon (Lot), Montvalent

- Haut – A
- B
- C
- D
- E
- F
- G
- H
- I
- J
- K
- L
- M
- N
- O
- P
- Q
- R
- S
- T
- U
- V
- W
- X
- Y
- Z

## N
Pas d'information pour les communes suivantes : Nadaillac-de-Rouge, Nadillac, Nuzéjouls

## O
Pas d'information pour les communes suivantes : Orniac

## P
| Blason de Payrac | Blason  | De gueules à la fasce d'argent chargée de trois fleurs de lis d'azur. |
| Blason de Payrac | Détails | Le statut officiel du blason reste à déterminer.                      |

| Blason de Payrignac | Blason  | D'or à la chèvre arrêtée et contournée de sable; mantelé de gueules à six vergettes d'or. |
| Blason de Payrignac | Détails | Le statut officiel du blason reste à déterminer.                                          |

| Blason de Peyrilles | Blason  | De gueules au lion d'or accompagné de onze besants du même ordonnés en orle |
| Blason de Peyrilles | Détails | Le statut officiel du blason reste à déterminer.                            |

| Blason de Pradines | Blason  | D’or à deux lions léopardés de gueules l’un au-dessus de l’autre; à la bordure de sinople chargée de huit besants d’argent. |
| Blason de Pradines | Détails | Le statut officiel du blason reste à déterminer.                                                                            |

| Blason de Prayssac | Blason  | D’or à deux léopards de gueules l’un au-dessus de l’autre; à la bordure de sinople chargée de dix besants d’argent. |
| Blason de Prayssac | Détails | Le statut officiel du blason reste à déterminer.                                                                    |

| Blason de Puyjourdes | Blason  | De gueules à la croix cléchée, vidée et pommetée de douze pièces d'or ; mantelé de sinople chargé de deux clés d'argent passées en sautoir. |
| Blason de Puyjourdes | Détails | Le mantelé renvoie au toponyme de la commune (puy → « hauteur, sommet »), les clés sont attributs de saint Pierre, patron de la paroisse locale, et la croix occitane pour l'appartenance de la commune à l'Occitanie. Création de Jean-François Binon adoptée en 2017. |

| Blason de Puy-l'Évêque | Blason  | D'azur à la nef des nautonniers du Lot de trois mâts d'argent. |
| Blason de Puy-l'Évêque | Détails | Le statut officiel du blason reste à déterminer.               |

Pas d'information pour les communes suivantes : Padirac, Parnac (Lot), Pern, Pescadoires, Pinsac, Planioles, Pomarède, Pontcirq, Prendeignes, Promilhanes, Prudhomat, Puybrun

- Haut – A
- B
- C
- D
- E
- F
- G
- H
- I
- J
- K
- L
- M
- N
- O
- P
- Q
- R
- S
- T
- U
- V
- W
- X
- Y
- Z

## Q
| Blason de Les Quatre-Routes-du-Lot | Blason  | De gueules à la fasce ondée cousue d'azur, au pal de sable brochant, chargé d'une voie de chemin de fer d'or mouvant du chef et de la pointe, ledit pal accosté en chef de deux ponts voûtés isolés d'argent maçonnés de sable, et en pointe de deux fleurs de lis d'or. |
| Blason de Les Quatre-Routes-du-Lot | Détails | * Il y a là non-respect de la règle de contrariété des couleurs : ces armes sont fautives (azur sur gueules). Le statut officiel du blason reste à déterminer. |

Pas d'information pour les communes suivantes : Quissac (Lot)

## R
| Blason de Rocamadour | Blason  | De gueules aux trois rocs d'échiquier d'argent, au chef cousu d'azur chargé de trois fleurs de lys d'or. |
| Blason de Rocamadour | Détails | Armes parlantes. (rocs d'échiquier) Le statut officiel du blason reste à déterminer.                     |

Pas d'information pour les communes suivantes : Rampoux, Reilhac (Lot), Reilhaguet, Reyrevignes, Rignac (Lot), Le Roc, Rouffilhac, Rudelle, Rueyres (Lot)

- Haut – A
- B
- C
- D
- E
- F
- G
- H
- I
- J
- K
- L
- M
- N
- O
- P
- Q
- R
- S
- T
- U
- V
- W
- X
- Y
- Z

## S
| Blason de Saint-Céré | Blason  | D'azur à la tour d'argent accompagnée de sept croissants d'or, trois rangés en pal à chaque flanc et un en pointe. |
| Blason de Saint-Céré | Détails | Le statut officiel du blason reste à déterminer.                                                                   |

| Blason de Saint-Cirq-Lapopie | Blason  | D'azur au château de trois tours en silhouette d'or, la tour du milieu plus haute ajourée de sable, brochant sur le tiers supérieur d'un besant aussi d'or en pointe. |
| Blason de Saint-Cirq-Lapopie | Détails | Le statut officiel du blason reste à déterminer. |

| Blason de Saint-Daunès | Blason  | De sinople à l'écusson d'azur au 1er quartier, chargé de l'église du lieu d'argent mouvant des flancs et de la pointe, accompagné d'une crosse d'or posée en barre, adextrée d'une croix cléchée, vidée et pommetée de douze pièces d'or et senestrée d'une croix huguenote d'argent. |
| Blason de Saint-Daunès | Détails | * Il y a là non-respect de la règle de contrariété des couleurs : ces armes sont fautives (azur sur sinople). Le statut officiel du blason reste à déterminer. |

| Blason de Saint-Denis-lès-Martel | Blason  | De sinople à deux bandes ondées abaissées d'argent, accompagnées au canton senestre du chef d'un casque romain du même ; au franc-quartier de gueules à la croix cléchée, vidée et pommetée de douze pièces d'or. |
| Blason de Saint-Denis-lès-Martel | Détails | Création Jean-François Binon, adoptée en 2019. |

| Blason de Saint-Germain-du-Bel-Air | Blason  | Parti : au 1er coupé au I d'azur à trois étoiles d'or posées en pal, au II d'or à trois bandes de gueules, au 2e d'argent à la bande d'azur. |
| Blason de Saint-Germain-du-Bel-Air | Détails | Le statut officiel du blason reste à déterminer.                                                                                             |

| Blason de Saint-Géry | Blason  | D’argent à la bande de gueules accompagnée de six croisettes du même ordonnées en orle, 3 en chef et 3 en pointe. |
| Blason de Saint-Géry | Détails | Le statut officiel du blason reste à déterminer.                                                                  |

| Blason de Salviac | Blason  | D'argent à la croix de gueules, cantonnée de quatre têtes d'aigle de sable. |
| Blason de Salviac | Détails | Le statut officiel du blason reste à déterminer.                            |

| Blason de Sarrazac | Blason  | Parti: au 1er de gueules au lion contourné d'argent, au 2e d'or au lion de sable. |
| Blason de Sarrazac | Détails | Le statut officiel du blason reste à déterminer.                                  |

| Blason de Séniergues | Blason  | Écartelé: au premier de gueules à la croix alésée d'or, au deuxième d'azur à la fleur de lis d'or, au troisième d'azur aux trois étoiles d'or rangées en pal, au quatrième de gueules aux trois palmes d'or posées en fasce et rangées en pal, celles du chef et de la pointe contournées. |
| Blason de Séniergues | Détails | Le statut officiel du blason reste à déterminer. |

| Blason de Souillac | Blason  | D'or au chevron d'azur, accompagné en pointe d'une hure de sanglier de gueules, allumée et défendue d'argent. |
| Blason de Souillac | Détails | Le statut officiel du blason reste à déterminer.                                                              |

| Blason de Sousceyrac | Blason  | Burelé d'azur et d'or, à deux plumes à écrire d'argent posées en pal, brochant sur le tout. |
| Blason de Sousceyrac | Détails | Le statut officiel du blason reste à déterminer.                                            |

| Blason de Strenquels | Blason  | Écartelé en sautoir : au 1er de gueules à une croix cléchée, vidée et pommetée de douze pièces d’or, aux 2e et 3e d'or à une roue de moulin d'azur, au 4e d'azur à une tour d'argent maçonnée de sable. |
| Blason de Strenquels | Détails | Le statut officiel du blason reste à déterminer. |

Pas d'information pour les communes suivantes : Sabadel-Latronquière, Sabadel-Lauzès, Saignes (Lot), Saillac (Lot), Saint-Bressou, Saint-Caprais (Lot), Saint-Cernin (Lot), Saint-Chamarand, Saint-Chels, Saint-Cirgues (Lot), Saint-Cirq-Madelon, Saint-Cirq-Souillaguet, Saint-Clair (Lot), Saint-Cyprien (Lot), Saint-Daunès, Saint-Denis-Catus, Saint-Félix (Lot), Saint-Hilaire (Lot), Saint-Jean-de-Laur, Saint-Jean-Lagineste, Saint-Jean-Lespinasse, Saint-Jean-Mirabel, Saint-Laurent-les-Tours, Saint-Laurent-Lolmie, Saint-Martin-de-Vers, Saint-Martin-Labouval, Saint-Martin-le-Redon, Saint-Matré, Saint-Maurice-en-Quercy, Saint-Médard (Lot), Saint-Médard-de-Presque, Saint-Médard-Nicourby, Saint-Michel-de-Bannières, Saint-Michel-Loubéjou, Saint-Pantaléon (Lot), Saint-Paul-de-Loubressac, Saint-Paul-de-Vern, Saint-Perdoux (Lot), Saint-Pierre-Lafeuille, Saint-Pierre-Toirac, Saint-Projet (Lot), Saint-Sauveur-la-Vallée, Saint-Simon (Lot), Saint-Sozy, Saint-Sulpice (Lot), Saint-Vincent-du-Pendit, Saint-Vincent-Rive-d'Olt, Sainte-Alauzie, Sainte-Colombe (Lot), Sainte-Croix (Lot), Sauliac-sur-Célé, Saux, Sauzet (Lot), Sénaillac-Latronquière, Sénaillac-Lauzès, Sérignac (Lot), Sonac, Soturac, Soucirac, Soulomès

- Haut – A
- B
- C
- D
- E
- F
- G
- H
- I
- J
- K
- L
- M
- N
- O
- P
- Q
- R
- S
- T
- U
- V
- W
- X
- Y
- Z

## T
| Blason de Tauriac | Blason  | D'argent au taureau de gueules surmonté d'une fleur de lis d'or. |
| Blason de Tauriac | Détails | * Il y a là non-respect de la règle de contrariété des couleurs : ces armes sont fautives (or sur argent). Armes parlantes. (taureau) Le statut officiel du blason reste à déterminer. |

| Blason de Teyssieu | Blason  | D'azur à la bande d'argent, accompagnée en chef de trois besants du même ordonnés en orle et en pointe d'une tour d'argent, ouverte et ajourée du champ, maçonnée de sable et surmontée d'une étoile d'argent. |
| Blason de Teyssieu | Détails | Le statut officiel du blason reste à déterminer. |

Pas d'information pour les communes suivantes : Terrou, Thédirac, Thégra, Thémines, Théminettes, Tour-de-Faure, Touzac (Lot) , Trespoux-Rassiels

- Haut – A
- B
- C
- D
- E
- F
- G
- H
- I
- J
- K
- L
- M
- N
- O
- P
- Q
- R
- S
- T
- U
- V
- W
- X
- Y
- Z

## U
Pas d'information pour les communes suivantes : Ussel (Lot), Uzech

## V
| Blason de Valroufié | Blason  | Palé de sable et d'argent ; au léopard de sinople brochant. |
| Blason de Valroufié | Détails | Le statut officiel du blason reste à déterminer.            |

| Blason de Vayrac | Blason  | D'azur au lion d'argent accompagné de treize besants d'or ordonnés en orle; au comble d'argent chargé de trois étoiles de sable. |
| Blason de Vayrac | Détails | Le statut officiel du blason reste à déterminer.                                                                                 |
| Blason de Vayrac | Alias   | D'argent, au soleil de gueules.                                                                                                  |

| Blason à dessiner | Blason  | De gueules au château donjonné de trois tours d'or, celle du milieu plus haute, ouvert de trois portes et ajouré du champ, accosté de deux sangliers affrontés au naturel celui de dextre soutenu dextre d'une étoile de six rais d'or et celui de senestre d'un croissant d'argent posé en barre, les deux tours des flancs surmontées chacune d'une quintefeuille d'azur boutonnés d'or; au chef abaissé cous d'azur chargé d'un léopard d'or et surmonté de l'inscription "VERS" de sable. |
| Blason à dessiner | Détails | * Il y a là non-respect de la règle de contrariété des couleurs : ces armes sont fautives. Le statut officiel du blason reste à déterminer. |

| Blason de Villesèque | Blason  | Écartelé: au 1 d'azur à une feuille de chêne d'or, au 2 de gueules à un vol d'argent, au 3 d'argent à la croix de Malte de gueules, au 4 de sinople à une grappe de raisin pamprée d'or. |
| Blason de Villesèque | Détails | Créé par JF Binon. Adopté le 13 juin 2014 et présenté le 28 juin. |

Pas d'information pour les communes suivantes : Vaillac, Valprionde, Varaire, Vaylats, Viazac, Vidaillac, Le Vigan (Lot), Vire-sur-Lot